# Itaiçaba
Itaiçaba es un municipio del estado de Ceará, en la región nordeste de Brasil.
Su población estimada en 2004 era de 7.698 habitantes. Ocupa una superficie de 240 km².

## Localidades
- Assentamento Tomé Afonso
- Tabuleiro do Luna
- Tracoem
- Alto do Ferrão
- Alto Brito
- Arraial
- Rancho do Povo
- Camurim
- Logradouro
- Caris
- Baixo Jiqui
- Canto da Onça
- Mendonça (em litígio com Jaguaruana)
- Alto dos Pequenos (en litígio con Palhano)
- Lagoa de Trás (en litígio con Palhano)
- Assentamento Umari (en litígio con Palhano y Aracati)
- Latadas (en litígio con Jaguaruana)